# Ružić
Ružić és un municipi del comtat de Šibenik-Knin (Croàcia). Hi pertanyen els pobles de Baljci i Otavice.